# Quốc hội Afghanistan
Quốc hội (tiếng Pashtun: ملی شورا, Mili Shura; tiếng Dari: شورای ملی, Shura-e Milli), hay Nghị viện Afghanistan, là cơ quan lập pháp quốc gia lưỡng viện của Afghanistan, bao gồm hai viện:
- Meshrano Jirga (tiếng Pashtun: مشرانوجرګه) hay Viện Trưởng lão: tức thượng viện với 102 ghế.
- Wolesi Jirga (tiếng Pashtun: ولسي جرګه) hay Viện Nhân dân: tức hạ viện với 250 ghế.

Cơ quan này đã bị giải thể vào ngày 15 tháng 8 năm 2021 sau khi Taliban tiếp quản chính quyền và chuyển giao nhiệm vụ của cơ quan này cho Hội đồng Lãnh đạo Afghanistan.
Taliban không đưa Quốc hội và các cơ quan khác của chính quyền cũ vào kế hoạch chi tiêu ngân sách năm đầu tiên vào tháng 5 năm 2022. Người phát ngôn chính phủ Innamullah Samangani cho biết do khủng hoảng tài chính nên chỉ các cơ quan đang hoạt động mới được cấp ngân sách, các cơ quan khác hoặc các cơ quan đã bị giải thể sẽ không được nhận ngân sách nhưng vẫn có thể được đưa vào hoạt động trở lại nếu cần.
Theo Điều 81, Chương 5 của Hiến pháp Afghanistan năm 2004, "Quốc hội nước Cộng hòa Hồi giáo Afghanistan với tư cách cơ quan lập pháp cao nhất, là sự thể hiện ý chí của người dân và đại diện cho cả quốc gia. Mỗi thành viên của Quốc hội xem xét phúc lợi chung và lợi ích tối cao của tất cả mọi người ở Afghanistan vào thời điểm bỏ phiếu".
Một tòa trụ sở mới lớn hơn cho Quốc hội Afghanistan đã được xây dựng với sự hỗ trợ của Ấn Độ. Nó được khánh thành vào cuối năm 2015 bởi Thủ tướng Ấn Độ Narendra Modi và Tổng thống Afghanistan Ashraf Ghani và nằm ngay tại vị trí Điện Darul Aman hiện đã bị phá hủy.

## Nhiệm vụ của Quốc hội
- Phê chuẩn, sửa đổi, huỷ bỏ các quy định của các luật hoặc nghị định, sắc lệnh.
- Phê duyệt các chương trình phát triển xã hội, văn hoá, kinh tế và công nghệ.
- Phê duyệt ngân sách nhà nước cũng như cho phép vay vốn hoặc cấp vốn vay.
- Thành lập, sửa đổi, huỷ bỏ các đơn vị hành chính.
- Phê chuẩn các hiệp ước và hiệp định quốc tế, hoặc bãi bỏ tư cách thành viên của Afghanistan trong các tổ chức quốc tế.
- Các thẩm quyền khác được ghi trong Hiến pháp.

## Viện Nhân dân (Wolesi Jirga)
Viện Nhân dân (Wolesi Jirga) có 250 ghế với các thành viên được dân bầu trực tiếp. Có 68 phụ nữ được bầu vào ghế dự trữ theo quy định của Hiến pháp, trong khi 17 người trong số họ đã được bầu theo các quyền của họ. Mỗi tỉnh có tỷ lệ đại diện trong Wolesi Jirga tương ứng theo số dân ở đó. Mỗi thành viên của Wolesi Jirga hoạt động theo một nhiệm kỳ năm năm.
Một ứng cử viên tiềm năng cho Wolesi Jirga phải đáp ứng các tiêu chí sau:
- Ít nhất 25 tuổi
- Là công dân của Afghanistan
- Được đăng ký là một cử tri
- Là đại diện tại một tỉnh duy nhất
- Trả lệ phí đăng ký 15.000 Afghani (khoảng 300 đô la Mỹ), sẽ được hoàn trả với điều kiện ứng cử viên thắng ít nhất ba phần trăm (3%) số phiếu bầu
- Nộp một mẫu đơn đề cử cùng với bản sao 500 thẻ ID của những cử tri ủng hộ ứng cử viên

Ngoài ra, không có ứng cử viên nào có thể bị truy tố về những tội ác chống lại nhân loại.

## Viện Trưởng lão (Meshrano Jirga)
Viện Trưởng lão (Meshrano Jirga) bao gồm cả các thành viên bổ nhiệm và các thành viên được bầu với tổng số 102 thành viên. Có 68 thành viên được lựa chọn bởi 34 Hội đồng Tỉnh được bầu trực tiếp, và 34 được Tổng thống bổ nhiệm. Các thành viên được bổ nhiệm của Tổng thống Hamid Karzai đã được kiểm tra bởi một ủy ban bầu cử độc lập do Liên Hợp Quốc tài trợ và bao gồm 17 phụ nữ (50%) theo yêu cầu của Hiến pháp.
Mỗi hội đồng tỉnh bầu một thành viên hội đồng để phục vụ trong Meshrano Jirga (34 thành viên), và cũng như vậy với mỗi hội đồng quận (34 thành viên). Các đại diện của các hội đồng tỉnh có nhiệm kỳ bốn năm, trong khi các đại diện của các hội đồng quận có nhiệm kỳ ba năm. Sebghatulla Mojadeddi được bổ nhiệm làm Nghị trưởng Viện Trưởng lão (Meshrano Jirga) từ năm 2005.
Một ứng cử viên tiềm năng cho Meshrano Jirga phải đáp ứng các tiêu chí sau:
- Ít nhất 35 tuổi
- Là công dân của Afghanistan

Ngoài ra, không thành viên tiềm năng nào của Meshrano Jirga có thể bị truy tố về những tội ác chống lại nhân loại.

## Việc xây dựng Tòa nhà Nghị viện mới

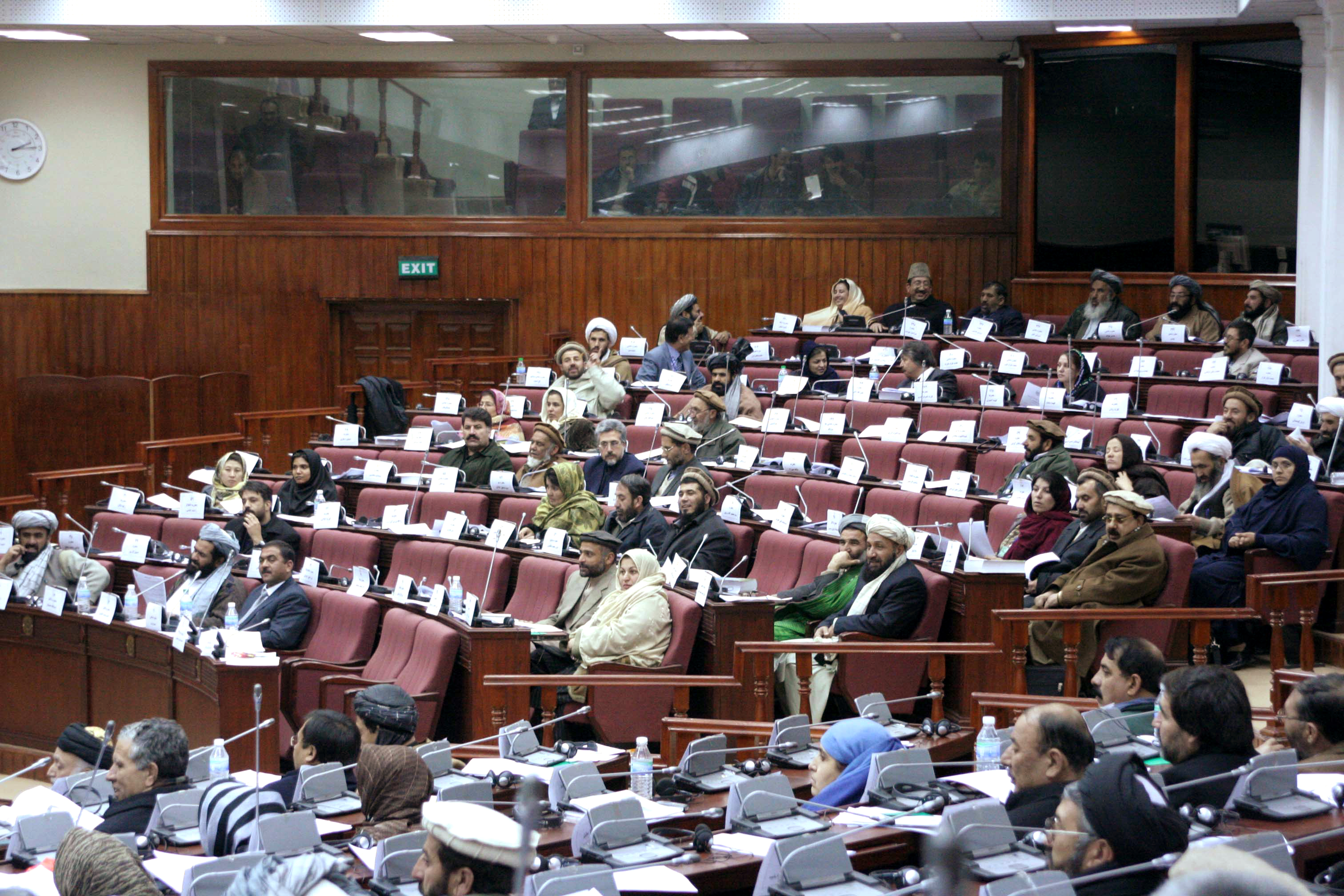
Bên trong Tòa nhà Nghị viện cũ (2006).

Viên đá đầu tiên cho Nghị viện Afghanistan mới được đặt vào tháng 8 năm 2005 bởi vị vua cuối cùng của Afghanistan, Zahir Shah, với sự có mặt của Hamid Karzai và Manmohan Singh. Cục Công trình Trung ương Ấn Độ (CPWD) là chuyên gia tư vấn cho dự án và hợp đồng đã được trao cho một công ty cơ sở hạ tầng của Ấn Độ trong năm 2008. Toà nhà Nghị viện mới được xây dựng trên diện tích 84 ha ở ngoại ô Kabul và bao quanh các địa danh lịch sử như Cung điện Amanullah Khan và Cung điện Nữ hoàng. Công việc xây dựng tòa nhà ban đầu dự kiến sẽ hoàn thành vào năm 2012, trong 36 tháng. Tuy nhiên thời hạn cuối cùng đã bị lùi lại do điều kiện làm việc gây khó khăn, tình trạng thiếu lao động có tay nghề và môi trường an ninh bấp bênh. Hơn 500 người lao động đã tham gia xây dựng tòa nhà, phần lớn là người Ấn Độ. Điểm nhấn chính của tòa nhà là một vòm bằng đồng có đường kính 32 mét và chiều cao 17,15 mét được xem là mái vòm lớn nhất ở châu Á. Mái vòm lớn sẽ bao phủ đại sảnh hội trường và mái vòm nhỏ sẽ bao phủ hành lang lối vào. Phía trước tòa nhà có một bể nước với chín vòi phun nước. Bên trong tòa nhà được lắp đặt 20 bộ đài phun nước làm bằng đá cẩm thạch xanh nhập từ thành phố Udaipur của Ấn Độ.
Vào ngày 25 tháng 12 năm 2015, trong chuyến thăm cấp nhà nước của Thủ tướng Ấn Độ Narendra Modi, tòa nhà Nghị viện mới được khánh thành cùng với sự có mặt của Tổng thống Ashraf Ghani. Tổng thống Ghani đã viết trên trang Twitter của mình: "Rất vui được chào đón Thủ tướng Modi đến Kabul. Không cần phải giới thiệu nữa, Ấn Độ và Afghanistan chúng ta đã được ràng buộc bởi hàng ngàn mối quan hệ... Chúng ta đã đứng bên nhau trong cả những thời điểm tốt nhất và tồi tệ nhất".